# Carl von Martens
Carl Christoph von Martens (auch Karl von Martens; * 12. Juni 1790 auf Gut Miravecchia bei Dolo (Venetien); † 25. Dezember 1861 in Stuttgart) war ein württembergischer General und Militärschriftsteller.

## Leben
Martens wurde als Sohn von Wilhelm Conrad von Martens (1748–1828), dem königlich dänischen Generalkonsul in Venedig, und seiner Frau Margarete von Scheler (1765–1832) geboren. 1808 kam er zu seinem Onkel Georg Freiherr von Scheler nach Württemberg. Er wurde Kadett in der württembergischen Garde zu Fuß und 1809 im Fünften Koalitionskrieg Leutnant. Im Russlandfeldzug 1812 machte er sich in der Schlacht bei Borodino verdient. In den Befreiungskriegen wurde er 1813 zum Oberleutnant befördert, kurz darauf zum Stabshauptmann. 1814 kam er in den Generalstab. In dieser Zeit begann er seine schriftstellerische Tätigkeit. Ab 1825 war er an der Offiziersbildungsanstalt in Ludwigsburg tätig.
Martens wurde 1829 zum Major befördert und zugleich zum Adjutanten des württembergischen Kriegsministers. In dieser Stellung wurde er 1834 zum Oberstleutnant ernannt. 1837 bekam er das Kommando des Landjäger-Corps übertragen und 1840 die Beförderung zum Oberst sowie schließlich 1849 zum Generalmajor. Er soll sich in den Wirren von 1848/1849 verdient gemacht haben. 1856 wurde er in den Ruhestand versetzt und 1859 nochmal für vier Wochen als Stellvertreter von Kriegsminister Moriz von Miller im Sardinischen Krieg eingesetzt.
Die Geschwister waren der Botaniker Georg von Martens, der spätere Oberst Christian von Martens und der Maler und Bildhauer Friedrich von Martens (1807–1885). Die Malerin Luise von Martens war eine Nichte und der Zoologe und Forschungsreisende Eduard von Martens ein Neffe.

## Ehrungen
- 1812 Ritter des Militärverdienstorden, ab 1820 mit blauem Band[2]
- 1812 Ritter der Ehrenlegion[3]
- 1851 Komturkreuz des Ordens der Württembergischen Krone[4]
- 1853 Komturkreuz des Militärverdienstordens[5]
- 1856 Komtur I. Klasse des Friedrichs-Ordens[6]
- 1859 Großkreuz des Friedrichs-Ordens[3]

## Werke (Auswahl)
- Ueber die Militär-Oekonomie im Frieden und Krieg und ihr Wechselverhältniß zu den Operationen, 3 Bände, Gräff, St. Petersburg 1820–1823.
- Causes célèbres du droit des gens, 2 Bände, Brockhaus, Leipzig 1827.
- Allgemeine Geschichte der Türkenkriege in Europa: von 1356 bis 1812, 2 Bände, Löfelund, Stuttgart 1829.
- Guide diplomatique, 2 Bände, Brockhaus, Leipzig 1832.
- Nouvelles causes célébres du droit des gens, 2 Bände, Brockhaus, Leipzig 1843.
- Geschichte der innerhalb der gegenwärtigen Gränzen des Königreichs Württemberg vorgefallenen kriegerischen Ereignisse, Hofdruckerei, Stuttgart 1847.